# Хорошки (Оржицкий район)
Хорошки (укр. Хорошки) — село, Черевковский сельский совет, Оржицкий район, Полтавская область, Украина.
Население по переписи 2001 года составляло 361 человек.

## Географическое положение
Село Хорошки находится в основном на левом берегу реки Слепород, выше по течению на расстоянии в 1 км расположено село Черевки, ниже по течению на расстоянии в 2 км расположено село Пулинцы (Лубенский район). На реке сделана большая запруда.

## История
Петро-Павловская церковь известна с 1760, ремонтирована в 1907 году.
Село указано на подробной карте Российской Империи и близлежащих заграничных владений 1816 года

## Экономика
- Молочно-товарная ферма.

## Объекты социальной сферы
- Дом культуры.